# LOVE SONG (三代目J Soul Brothersの曲)
「LOVE SONG」（ラブ ソング）は、三代目 J Soul Brothersの通算3枚目のシングルである。2011年5月11日にrhythm zoneから発売された。

## 概要
- 1stアルバム『J Soul Brothers』からの先行シングル。「CD+DVD」と「CDのみ」の2形態での発売。1曲2バージョン。初回生産分封入特典として、携帯カスタムロゴステッカーが封入。
- 三代目 J Soul Brotehrsは、配信収益金を東日本大震災の支援活動の一環として、日本赤十字社を通し寄付した[2]。

## 収録曲

### CD
1. LOVE SONG [5:31]
作詞：小竹正人、作曲：原一博、編曲：原一博
  - LIXIL住宅研究所「アイフルホーム」CMソング。
  - レコチョク TV-CFソング。
  - テレビ朝日系『お願い!ランキング』5月度エンディングテーマソング。
  - dビデオドラマ『恋愛は必然である〜ドラマで分かる!新感覚恋愛法則〜』主題歌。
2. LOVE SONG（Instrumental）

### DVD
1. LOVE SONG（Music Video）

## 収録アルバム
| 収録アルバム            | 楽曲      | 曲順 |
| ----------------------- | --------- | ---- |
| J Soul Brothers         | LOVE SONG | 6    |
| THE BEST                | LOVE SONG | 4    |
| THE JSB WORLD (DISC-1)  | LOVE SONG | 3    |
| BEST BROTHERS (DISC-01) | LOVE SONG | 3    |